# Пуртов, Фёдор Петрович
Фёдор Петрович Пуртов (12 марта 1920—16 сентября 2017) — участник Великой Отечественной войны, Герой Советского Союза (указ Президиума Верховного Совета СССР от (21.02.1945)).
В годы Великой Отечественной войны Фёдор Петрович Пуртов — командир дивизиона 786-го лёгкого артиллерийского полка 46-й лёгкой артиллерийской бригады 12-й артиллерийской дивизии 4-го артиллерийского корпуса прорыва 1-го Белорусского фронта, капитан.
Жил в Харькове. Почетный гражданин города Харькова (2013).

## Награды
- Медаль «Золотая Звезда» Героя Советского Союза (№ 6489);
- орден Ленина;
- орден Красного Знамени;
- два ордена Отечественной войны 1-й степени;
- орден Отечественной войны 2-й степени;
- два ордена Красной Звезды;
- медали.

## Память
- Бюст Героя установлен в городе Ханты-Мансийске на «Аллее славы», в парке Победы[1].